# 바르카차 분수

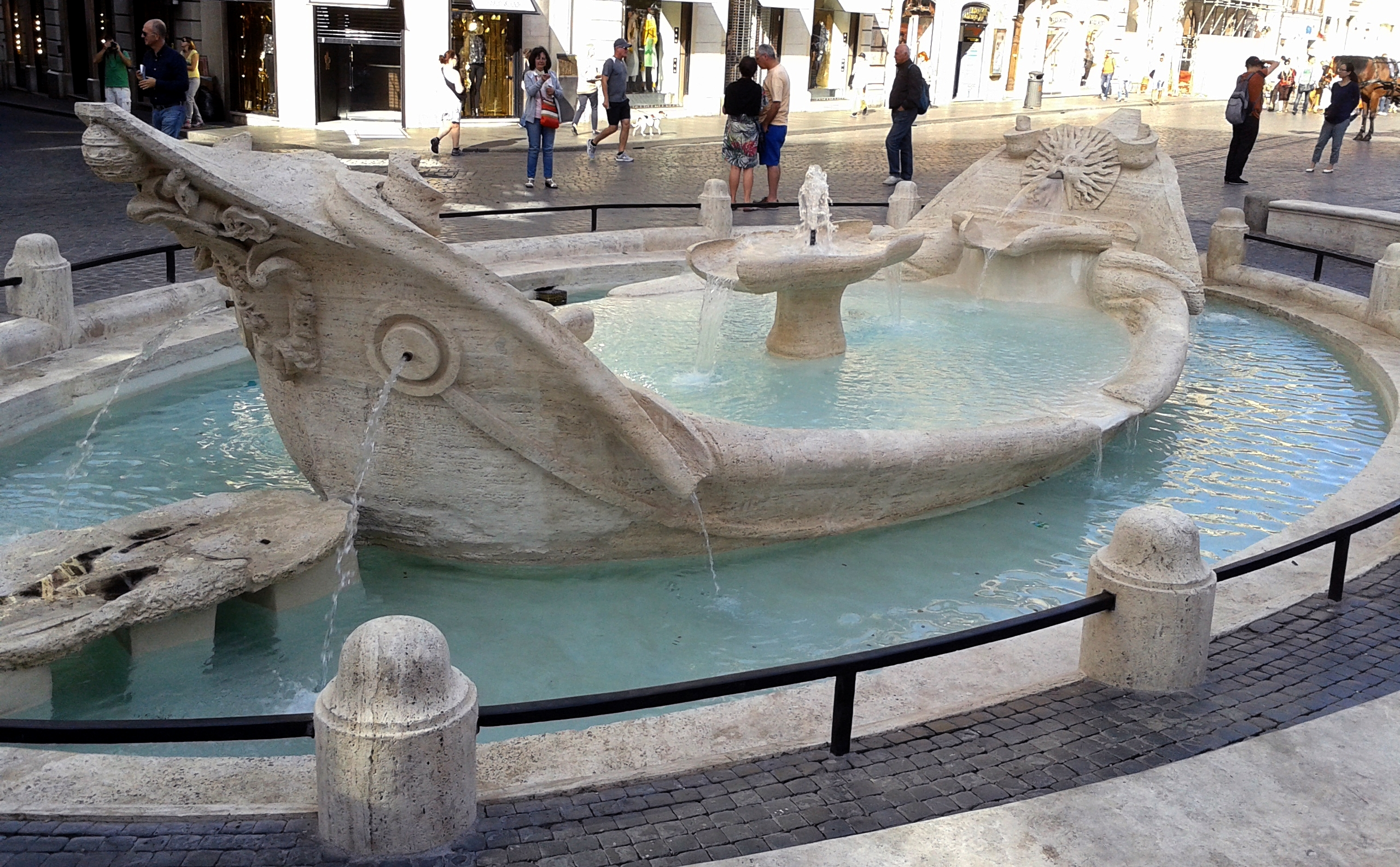
바르카차 분수

바르카차 분수(이탈리아어: Fontana della Barcaccia 폰타나 델라 바르차카[*]→낡은 배의 분수)는 이탈리아 로마 스페인 광장 스페인 계단 앞에 있는 분수이다. 교황 우르바노 8세는 로마의 모든 주요 광장에 분수를 세우는 이전 교황 프로젝트의 일환으로 1623년 피에트로 베르니니에게 분수를 지을 것을 의뢰했다. 분수는 1629년 8월 29일에 피에트로의 아버지가 사망한 후 그의 아들 잔 로렌초 베르니니의 도움과 함께 피에트로 베르니니에 의해 1627년부터 1629년 사이에 완성되었다.